# Delia armata
Delia armata är en tvåvingeart som först beskrevs av Stein 1920.  Delia armata ingår i släktet Delia och familjen blomsterflugor. Inga underarter finns listade i Catalogue of Life.